# Schoggitaler

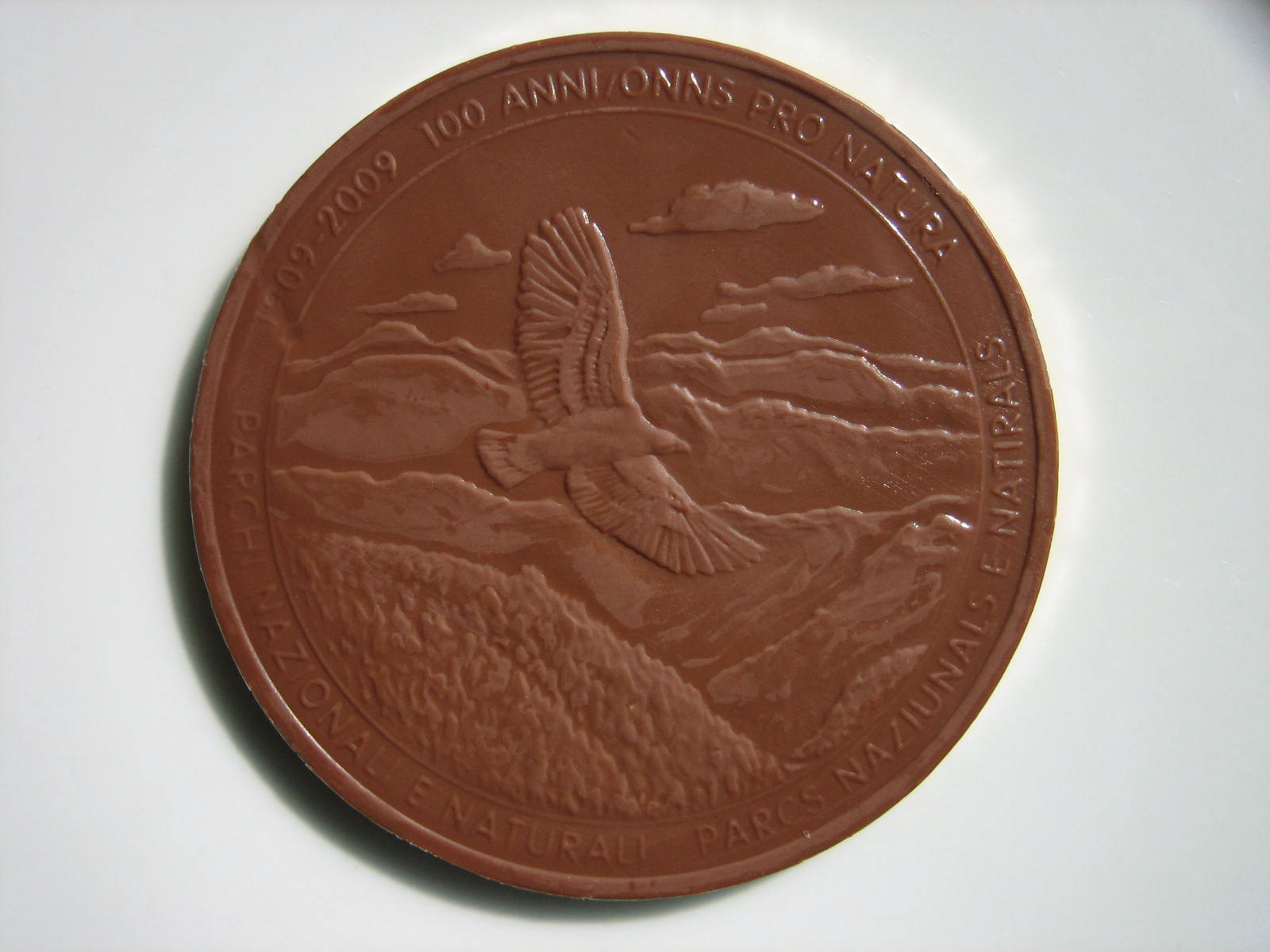
Schoggitaler 2009

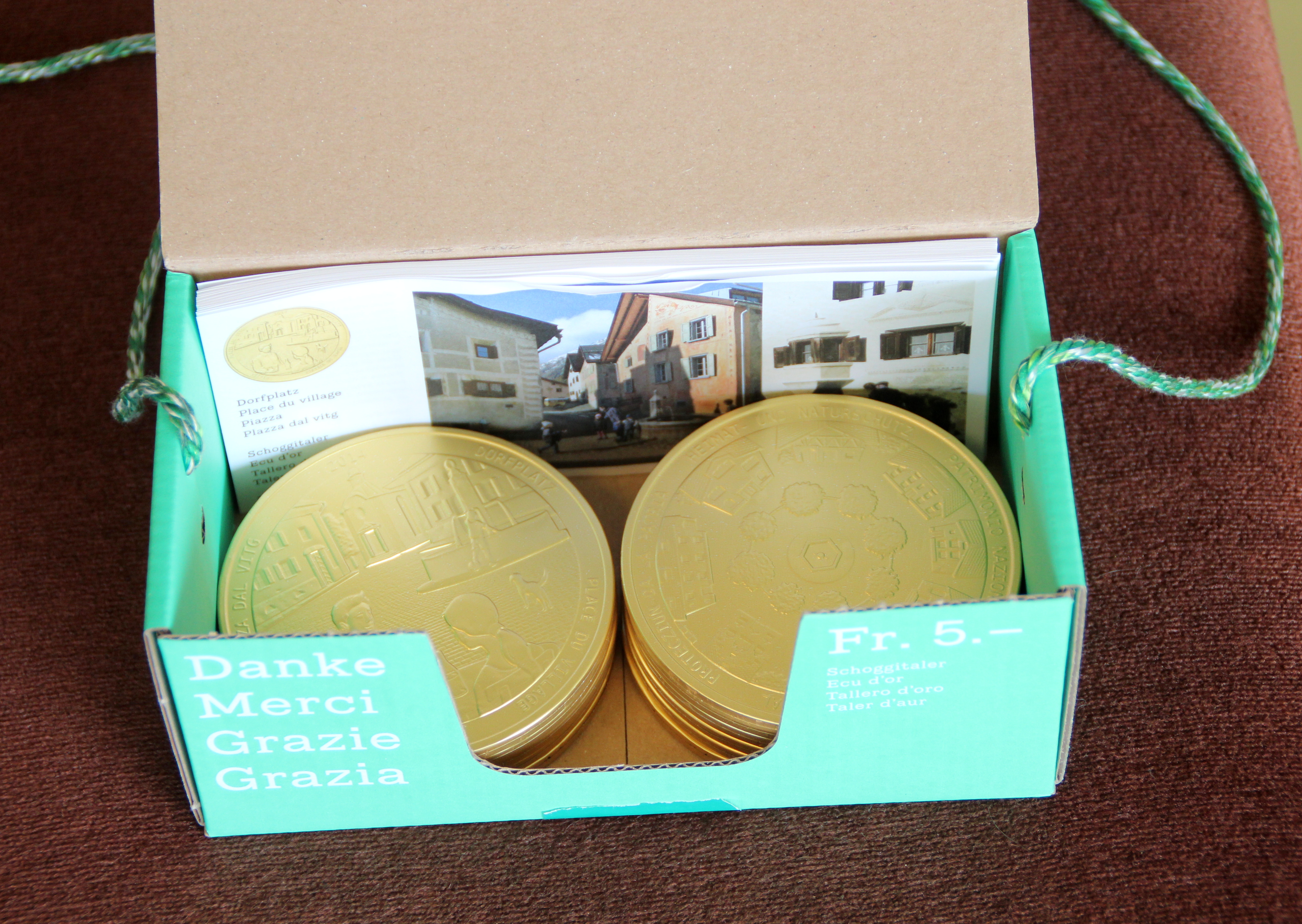
Verkaufsschachtel mit Talern und Informationsbroschüren

Der Schoggitaler (Schweizerdeutsch für «Schokoladentaler») ist ein Stück Schokolade in Form einer überdimensionierten Münze, das mit goldfarbener Aluminiumfolie umwickelt ist. Als Begriff ist er eine geschützte Marke für Heimat- und Naturschutzprojekte. Seit 1946 setzen sich der Schweizer Heimatschutz und Pro Natura mit dem Verkauf von Schoggitalern gemeinsam für die Erhaltung von Lebensgrundlagen in der Schweiz ein. Der Taler wiegt 28 Gramm und hat einen Durchmesser von 8 cm.

## Verkauf
Der Verkauf erfolgt jeweils im September durch Schulkinder aus der ganzen Schweiz. Der Erlös ist einem bestimmten Thema gewidmet, welches abwechselnd vom Schweizer Heimatschutz und Pro Natura bestimmt wird. Es geht um die Erhaltung von Baudenkmälern und Kulturlandschaften (SHS) und um Förderung und Erhalt der einheimischen Tier- und Pflanzenwelt (Pro Natura). Einer der bekanntesten Gestalter von Schoggitalern war der Bildhauer Carl Fischer.
2008 wurden 563'086 Schoggitaler verkauft. Gegenüber dem Vorjahr war das ein Rückgang von rund 2 %. Der Nettogewinn betrug 1,618 Mio. Franken.

## Geschichte

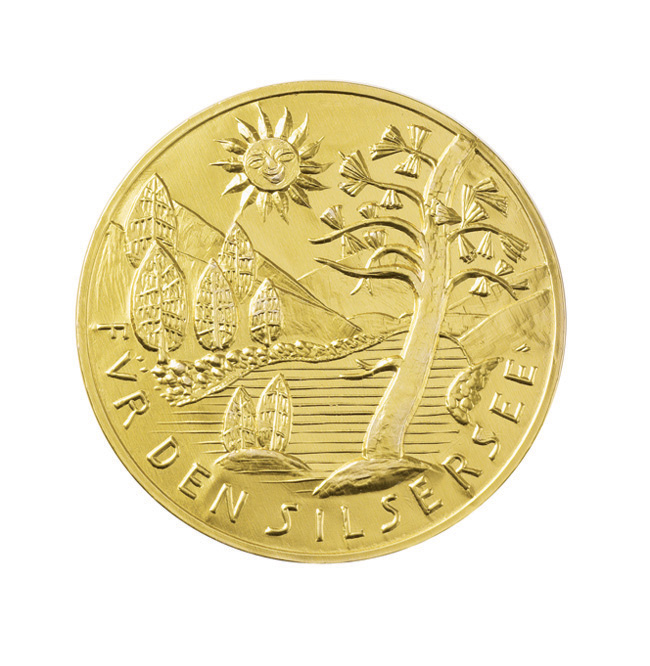
Der erste Taler von 1946

Da während des Zweiten Weltkrieges der Bundesrat eine möglichst autarke Stromversorgung anstrebte, wurden in den Alpen und im Mittelland zahlreiche Wasserkraftwerke geplant. Unter anderem bestanden Pläne, das Wasser des Silsersees im Oberengadin für den Betrieb eines Kraftwerks im tiefer gelegenen Bergell zu nutzen.
Für die Erhaltung des Silsersees wehrte sich das kleine Komitee «Pro Lej da Segl», das sich im Februar 1944 in Chur traf. Es bestand aus Vertretern des Schweizerischen Bundes für Naturschutz SBN (heute Pro Natura), der Schweizerischen Vereinigung für Heimatschutz SVH (heute Schweizer Heimatschutz) und Vertretern des Kreises Oberengadin. Die Bergeller Gemeinde Stampa und die Engadiner Gemeinde Sils waren bereit, die Bewilligung für den Bau des Kraftwerkes zu erteilen. Ein Verzicht kam nur in Frage, wenn sie mit 300'000 Franken entschädigt würden.
Rechtliche Schritte waren aussichtslos, da es damals weder auf kantonaler noch auf nationaler Ebene Schutzbestimmungen gab. Finanzielle Unterstützung konnte man aufgrund der leeren Staatskassen ebenfalls nicht erwarten. Auch eine landesweite Sammlung wie beispielsweise 1859 zum Schutz des Rütlis oder 1937 zum Schutz der Hohlen Gasse kam nicht in Frage, da die Bevölkerung in Kriegszeiten andere Sorgen hatte. Auch überstieg der grosse Betrag die finanziellen Möglichkeiten der beiden schweizerischen Schutzvereinigungen. So entschied man sich an einer Sitzung im Februar 1944, zunächst Stiftungen und Firmen um Beiträge zu bitten. Im Mai 1945 zeigte sich jedoch, dass trotz grosser Bemühungen immer noch 160'000 Franken fehlten.
Ernst Laur, Geschäftsführer des Schweizerischen Bauernverbandes, schlug vor, zu Gunsten des Silsersees Schokolade zu verkaufen. Schokolade war bis im Mai 1946 rationiert, konnte nur in kleinen Mengen bezogen werden und war dementsprechend gesucht. Im November 1945 erteilte das Kriegsernährungsamt die Bewilligung zum Verkauf von 20 Tonnen Milchschokolade auf offener Strasse. Da jedes Stück Schokolade in eine goldfarbene Aluminiumfolie eingepackt war, bekam die Aktion den Namen «Talerverkauf». In die Folie eingeprägt war ein Bild des Silsersees.
Im Februar 1946 verkauften mehr als 20'000 Schülerinnen und Schüler in der ganzen Schweiz die ersten Schoggitaler zu einem Preis von einem Franken. Begleitet wurde die Aktion von einer umfangreichen Werbekampagne in Tages- und Wochenzeitschriften, im Radio, in der Kinowerbung und auf Plakaten. Es wurden 823'420 Taler verkauft und die Erwartungen dadurch bei weitem übertroffen. Nachdem die beiden Gemeinden ausbezahlt waren, teilten sich die beiden Schutzorganisationen den Überschuss.
Angesichts des Erfolgs der Aktion wurde beschlossen, sie künftig jährlich zu wiederholen. Nach drei Jahren ohne Angabe eines genauen Verwendungszweckes wurde 1950 wieder ein Projekt ins Zentrum gestellt, das als nationale Aufgabe von der Schweizer Bevölkerung akzeptiert werden würde: Die Inseln von Brissago. Obwohl bei der Einführung nicht beabsichtigt, wurde mit dem Talerverkauf eine langjährige Kundenbindung erzeugt: Viele Käufer, die früher selber Taler verkauft hatten, erwerben sie nicht zuletzt deshalb als Erwachsene wieder.
Seit 1984 ist Aeschbach Chocolatier aus Root-Luzern Hersteller der Schokoladentaler.
2013 wurden 432'000 Taler verkauft, rund 30'000 weniger als 2012. Insgesamt wurden bis heute (Ende 2013) 40 Millionen Taler verkauft. Die Tendenz ist seit Jahrzehnten sinkend; 1946, bei der Einführung, waren es knapp doppelt so viele. Damals war Schokolade eine rationierte Delikatesse und ein Schoggitaler war eine günstige Gelegenheit, für einen Franken Schokolade zu erhalten.

## Preis
1946 wurden die Taler zu einem Preis von Fr. 1.- verkauft. 1970 wurde der Preis auf Fr. 2.- und 1990 auf Fr. 3.- erhöht. Seit 1998 kosten die Taler Fr. 5.- dafür bestehen sie aus Schweizer Biovollmilch und Max-Havelaar-zertifiziertem Zucker und Kakao.

Galerie
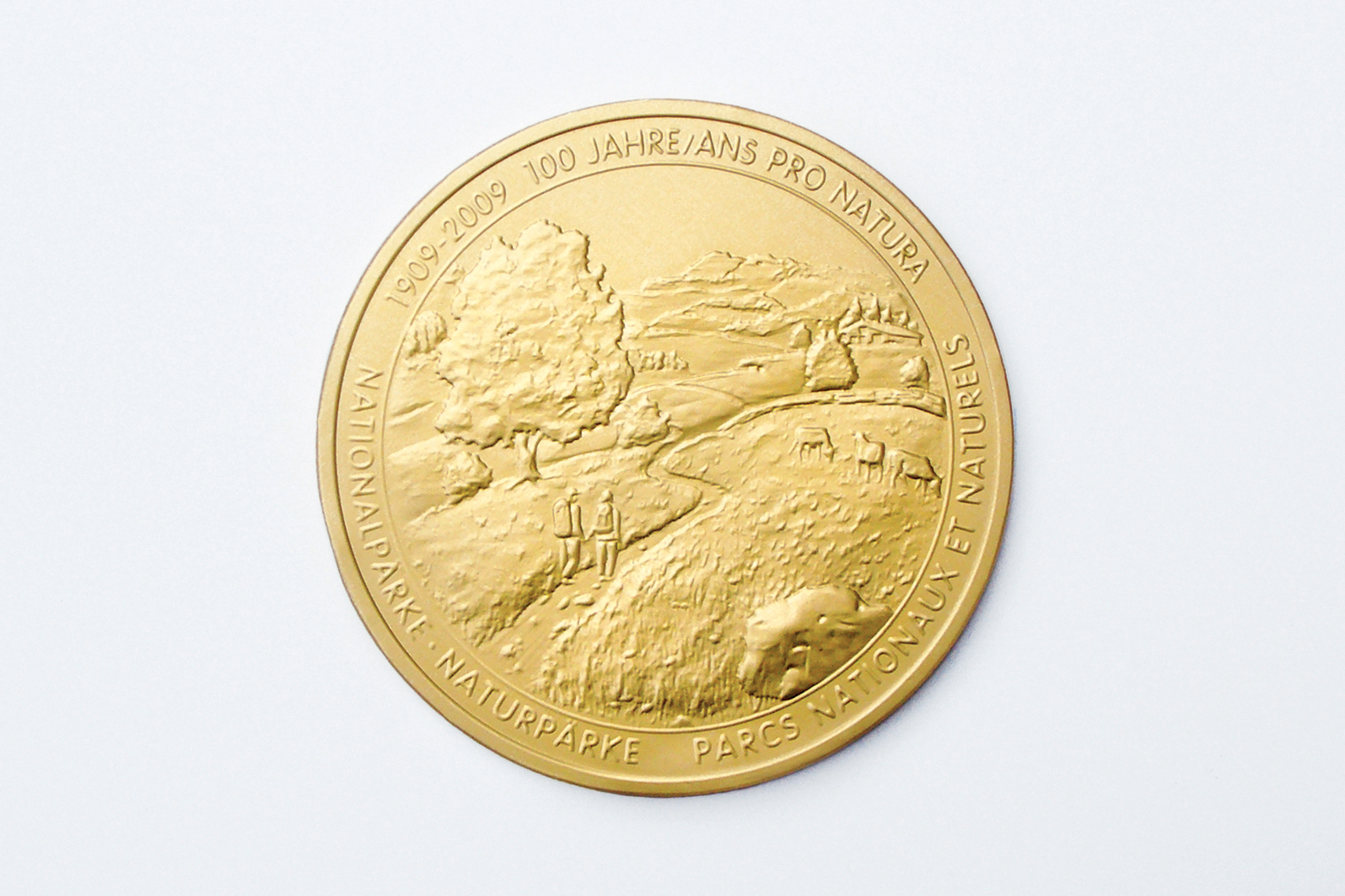
2009: «Nationalpärke und…
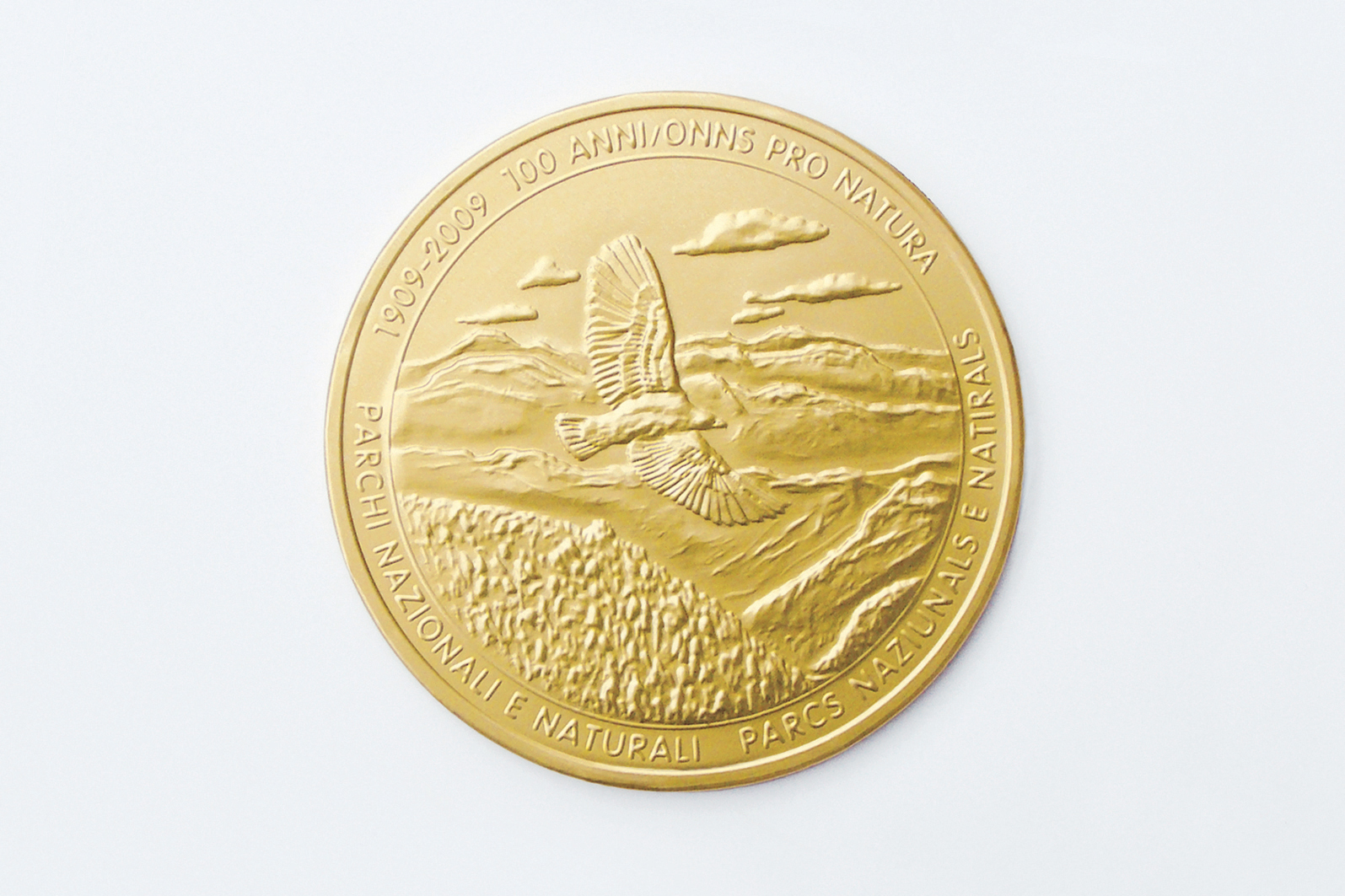
…Naturpärke»
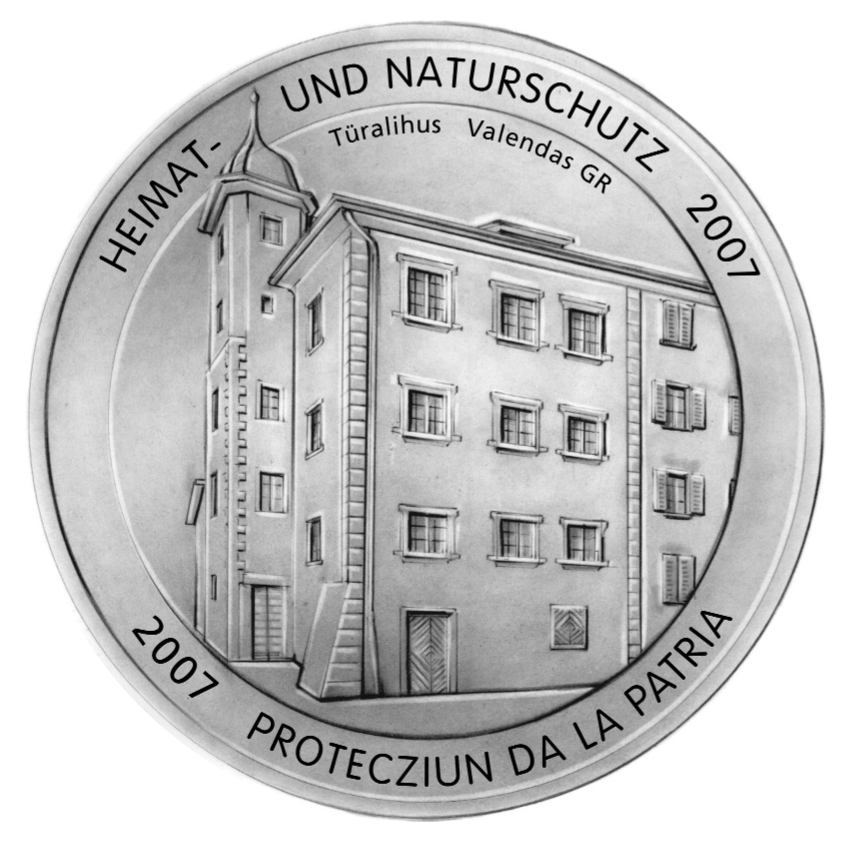
2007: «Baukultur erleben»
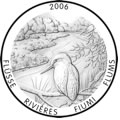
2006: «Flüsse»

## Talerthemen seit 1946
- 2022: Wakkerpreis des Schweizer Heimatschutzes
- 2021: Wildnis
- 2020: Faszination Bavonatal
- 2019: Insektensterben[2]
- 2018: Kulturerbe
- 2017: Wildtierkorridore
- 2016: Gärten und Parks
- 2015: Blumenwiesen
- 2014: Dorfplatz
- 2013: Frösche & Co.
- 2012: Historische Räume
- 2011: Biodiversität im Wald
- 2010: Historische Verkehrsmittel
- 2009: Nationalpärke Naturpärke
- 2008: Biodiversität
- 2007: Baukultur erleben
- 2006: Flüsse
- 2005: 100 Jahre Schweizer Heimatschutz
- 2004: Kulturwege
- 2003: Schmetterlinge
- 2002: Industriekultur
- 2001: Biber
- 2000: Estavayer-le-Lac (FR)
- 1999: Aletsch (VS)
- 1998: Lebensraum Strasse
- 1997: Moore
- 1996: Schenkenbergertal (AG) – 50 Jahre Schoggitaler
- 1995: Gärten
- 1994: Schaffhauser Randen (SH)
- 1993: Brücken und Wege (Historische Verkehrswege)
- 1992: Naturwald
- 1991: Bergbauernhöfe
- 1990: Naturbäche
- 1989: Trogen (AR)
- 1988: Luzerner Seetal (LU)
- 1987: Môtiers (NE)
- 1986: Pfynwald (VS)
- 1985: Avenches (VD)
- 1984: Trockenrasen
- 1983: Hospental (UR)
- 1982: Kornblume
- 1981: Naturschutzgebiet Auried (FR)
- 1980: 75 Jahre Schweizer Heimatschutz
- 1979: Saint-Ursanne (JU)
- 1978: Heimat- und Naturschutz
- 1977: Kartause Ittingen (TG)
- 1976: Bolle di Magadino (TI)
- 1975: Beromünster (LU) und Saillon (VS)
- 1974: Naturschutzzentrum Aletschwald (VS)
- 1973: Splügen (GR)
- 1972: Alpines Schutzgebiet Vanil Noir (FR)
- 1971: Murten (FR)
- 1970: Naturschutzgebiet Les Grangettes-Novilles (VD)
- 1969: Kloster St. Johann Müstair (GR)
- 1968: Alpines Schutzgebiet Gelten-Iffigen (BE)
- 1967: Schloss Sargans (SG) und Abtei Payerne (VD)
- 1966: Lauerzersee (SZ)
- 1965: Schloss Tourbillon in Sion (VS)
- 1964: 50 Jahre Nationalpark (GR)
- 1963: Greyerz (FR)
- 1962: Reusstal (AG, LU)
- 1961: Morcote (TI)
- 1960: Werdenberg (SG)
- 1959: Urwald von Derborence (VS)
- 1958: Treib am Vierwaldstättersee (UR)
- 1957: Biber
- 1956: Breitlauenen-Lauterbrunnen (BE)
- 1955: Stockalperpalast in Brig (VS)
- 1954: Gedenkstätten Tells (SZ)
- 1953: Vogelwarte Sempach (LU)
- 1952: Maloja-Passhöhe (GR)
- 1951: Rigi-Kulm (SZ)
- 1950: Isole di Brissago (TI)
- 1949: Heimat- und Naturschutz
- 1948: Heimat- und Naturschutz
- 1947: Heimat- und Naturschutz
- 1946: Silsersee (GR)